# Baráth Bernát József
Baráth Bernát József (Győr, 1691. február 23. – Bécs, 1756. augusztus 9.) Karmelita rendi szerzetes.

## Élete
Elvégezve iskoláit, 1708-ban a karmeliták szerzetébe lépett és Prágában letette a fogadalmi esküt. Több évig tanította a bölcseletet és hittudományt; háromszor viselt priori tisztséget, mégpedig első ízben szülővárosában; végül a rend tartományi főnöke lett.

## Művei
- Philosophia Thomistica. Ratisbonae, 1729, két kötet
- Schola sacra. Aug. Vindelicorum et Graecii, 1736
- Innerliches Gebet mit anmüthigen Uibungen. Krems, 1749–52, három rész
- Sittliche Reden. Linz, 1752